# Термы Траяна

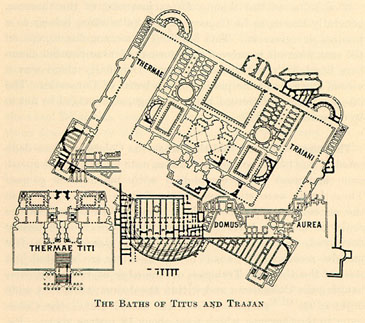
План терм Траяна

Те́рмы Трая́на — комплекс общественных купален в Древнем Риме. Строительство терм началось в 104 году н. э. и закончилось в июле 109 года. Принятый императором Траяном, комплекс располагался у южного склона Оппийского холма. Проект комплекса, возможно, принадлежал Аполлодору из Дамаска.
Термы Траяна были построены на месте, где ранее располагался Золотой дом Нерона. Они являются ярким примером архитектуры раннего императорского Рима. Термы, занимавшие площадь в 100 000 м², состояли из бассейнов, в том числе тепидариев, кальдариев, фригидариев, а также гимназиев и аподитериев (раздевалки). Под термами располагалась система подземных проходов, используемых рабами и работниками для обслуживания объекта. После археологических раскопок 1997 года на территории терм были найдены руины строений, похожих на библиотеку. Термы Каракаллы строились по модели терм Траяна.